# وی۷۲۵ کمان
وی۷۲۵ کمان یک ستاره است که در صورت فلکی کمان قرار دارد.